# Манодром
«Манодром» (англ. Manodrome) — художественный фильм южноафриканского режиссёра Джона Тренгова, главные роли в котором сыграли Джесси Айзенберг и Эдриен Броуди. Премьера картины состоялась 17 февраля 2023 года на 73-м Берлинском кинофестивале.

## Сюжет
Главный герой фильма — таксист и начинающий бодибилдер, который становится членом мужской секты. Постепенно он начинает терять связь с реальностью.

## В ролях
- Джесси Айзенберг — Ральфи[2][3]
- Эдриен Броуди[4]
- Одесса Янг

## Производство
«Манодром» был представлен потенциальным кинопрокатчикам в Каннах в мае 2021 года. Режиссёром фильма стал южноафриканец Джон Тренгов, для которого это первый англоязычный проект. Главные роли получили Джесси Айзенберг, Эдриен Броуди и Райли Кио. Последняя стала ещё и одним из продюсеров наряду с Джиной Гаммелл, Райаном Закариасом и Беном Гилади. Позже Кио отказалась от роли из-за сложного графика, но осталась продюсером фильма. Её заменила Одесса Янг.

## Премьера и восприятие
Премьера картины состоялась 17 февраля 2023 года на 73-м Берлинском кинофестивале. До этого события появились оценки «Манодрома» как «нигилистического триллера».